# Little Lillooet Lake
Little Lillooet Lake är en sjö i Kanada.   Den ligger i provinsen British Columbia, i den sydvästra delen av landet, 3 500 km väster om huvudstaden Ottawa. Little Lillooet Lake ligger 196 meter över havet. Arean är 3,6 kvadratkilometer. Den sträcker sig 8,2 kilometer i nord-sydlig riktning, och 2,1 kilometer i öst-västlig riktning.
I omgivningarna runt Little Lillooet Lake växer i huvudsak barrskog. Trakten runt Little Lillooet Lake är nära nog obefolkad, med mindre än två invånare per kvadratkilometer.